# Фелікс Мамбімбі
Фелікс Конде Мамбімбі (фр. Felix Khonde Mambimbi, нар. 18 січня 2001, Фрібур, Швейцарія) — швейцарський футболіст конголезького походження, нападник клубу «Янг Бойз» та молодіжної збірної Швейцарії.
На правах оренди грає в нідерландському клубі «Камбюр».

## Ігрова кар'єра

### Клубна
Фелікс Мамбімбі починав займатися футболом у клубах аматорського рівня. Після чого приєднався до футбольної академії клубу «Янг Бойз». Першу гру в основі команди у турнірі швейцарської Суперліги Мамбімбі зіграв у лютому 2019 року. У вересні 2019 року футболіст підписав з клубом контракт, дія якого закінчувалась у 2022 році.
У серпні 2022 року Мамбімбі на правах оренди до кінця сезону перейшов у нідерландський клуб Ередивізі «Камбюр». І вже на початку вересня у матчі проти «Аяксу» нападник дебютував у новій команді.

### Збірна
Фелікс Мамбімбі був гравцем основного складу юнацьких збірних Швейцарії. У жовтні 2020 року футболіст дебютував у молодіжній збірній Швейцарії.

## Титули
Янг Бойз
 Чемпіон Швейцарії (2): 2018/19, 2019/20
 Переможець Кубка Швейцарії: 2019/20